# Kamuzu Barracks FC
Der Kamuzu Barracks Football Club ist ein malawischer Fußballverein aus Lilongwe. Aktuell (Stand Mai 2024) spielt der Verein in der ersten Liga.

## Erfolge
- Malawischer Meister: 2016
- Malawischer Pokalsieger: 2017
- Malawischer Pokalfinalist: 2016, 2016
- Central Region Football League: 2011/12
- Carlsberg Cup: 2016

## Stadion
Der Verein trägt seine Heimspiele im Civo Stadium in Lilongwe aus. Das Stadion hat ein Fassungsvermögen von 25.000 Personen.